# Romain Poyet
Pour les articles homonymes, voir Poyet.
Romain Poyet est un ex-footballeur français né le 25 novembre 1980 au Coteau qui évoluait au poste d'attaquant, reconverti entraîneur.

## Biographie
Romain Poyet a commencé à taper dans un ballon à l'âge de 6-7 ans. Il a signé sa toute première licence à Roanne, avant de rejoindre le centre de formation de l'AS Saint-Étienne. Il n'y reste qu'une année, en raison de qualités physiques jugées trop justes par les formateurs du clubs du Forez. En partance de Saint-Étienne, il rejoint Roanne, puis Pomeys, deux clubs qui évoluaient en PH. Progressant régulièrement, il ne tarda pas à trouver un club plus huppé, en l'occurrence Saint-Priest, qui disputait le championnat de CFA. 
C'est là qu'il a été remarqué par l'AJ Auxerre lors d'un 32e de finale de la coupe de France 2001-2002 qu'il avait remporté face à l'équipe bourguignonne alors qu'il évoluait dans le club amateur de Saint-Priest. Arrivé à l'AJ Auxerre, le jeune joueur a dû faire face à la concurrence de Djibril Cissé et n'eut donc que très peu sa chance en équipe première.
Il part à Clermont Foot où il est prêté et effectue une belle saison 2004-2005 en Ligue 2. Il revient à Auxerre pour la saison 2005-2006 et marque son premier but en coupe d'Europe contre le Levski Sofia. Mais lassé de ne pas avoir assez sa chance, il décide de quitter l'Yonne durant l'été 2006, direction Dijon, où les supporters attendent beaucoup de lui.
Après une saison et demie, Romain Poyet prend la direction du Stade brestois 29 où il doit honorer un contrat de trois saisons avec le club, plus une saison supplémentaire "en cas de montée",.
Lors de la saison 2009-2010, il est repositionné par Alex Dupont sur le flanc droit de l'attaque brestoise. Il accède alors à la Ligue 1 avec le Stade brestois pour la saison 2010-2011 et inscrit son premier but en Ligue 1 contre Bordeaux le 23 octobre 2010. La semaine suivante, il marque un but splendide lors de la victoire brestoise face à l'AS Saint-Etienne (2-0) qui propulse le club finistérien en tête du championnat de Ligue 1.
Romain Poyet quitte Brest à la fin de la saison 2011-2012 et rejoint le SM Caen.
En manque de temps de jeu lors de la saison 2013-2014 et se contentant de matchs avec la réserve du SM Caen, il est prêté pour 6 mois durant le mercato hivernal au Amiens SC, alors en National. Après une belle fin de saison avec le club picard, il s'engage définitivement avec le club. Il prend sa retraite sportive au terme de la saison 2014-2015.
Néanmoins, il reste au club, y devenant l'entraîneur adjoint de Christophe Pélissier, ainsi que de Luka Elsner puis de Oswald Tanchot avant de finir son contrat en juin 2021. À l'été 2022, il devient le directeur sportif du Roannais Foot 42.

## Palmarès
- 2005 : Finaliste du trophée des Champions avec l'AJ Auxerre

- 2010 : Vice-champion de Ligue 2 avec le Stade brestois

## Statistiques
| Saison    | Club                 | Championnat | Championnat | Championnat | Championnat  | Championnat  | Coupe de France | Coupe de France | Coupe de la Ligue | Coupe de la Ligue | Coupe d'Europe | Coupe d'Europe | Coupe d'Europe |
| Saison    | Club                 | Division    | Matchs      | Buts        | Carton jaune | Carton rouge | Matchs          | Buts            | Matchs            | Buts              | Type           | Matchs         | Buts           |
| --------- | -------------------- | ----------- | ----------- | ----------- | ------------ | ------------ | --------------- | --------------- | ----------------- | ----------------- | -------------- | -------------- | -------------- |
| 2001-2002 | AS Saint-Priest      | CFA         | 29          | 9           | NC           | NC           | -               | -               | -                 | -                 | -              | -              | -              |
| 2002-2003 | AJ Auxerre B         | CFA         | 27          | 3           | NC           | NC           | -               | -               | -                 | -                 | -              | -              | -              |
| 2003-2004 | AJ Auxerre           | Ligue 1     | 5           | 0           | 0            | 0            | 1               | 0               | -                 | -                 | -              | -              | -              |
| 2004-2005 | Clermont Foot (prêt) | Ligue 2     | 38          | 10          | 2            | 0            | 4               | 1               | 4                 | 2                 | -              | -              | -              |
| 2005-2006 | AJ Auxerre           | Ligue 1     | 13          | 0           | 1            | 0            | 2               | 0               | -                 | -                 | C3             | 2              | 1              |
| 2006-2007 | Dijon FCO            | Ligue 2     | 20          | 2           | 2            | 0            | 1               | 0               | 2                 | 0                 | -              | -              | -              |
| 2007-2008 | Dijon FCO            | Ligue 2     | 18          | 1           | 0            | 0            | 2               | 0               | 1                 | 0                 | -              | -              | -              |
| 2007-2008 | Stade brestois       | Ligue 2     | 16          | 5           | 2            | 0            | -               | -               | -                 | -                 | -              | -              | -              |
| 2008-2009 | Stade brestois       | Ligue 2     | 30          | 0           | 0            | 0            | 4               | 0               | -                 | -                 | -              | -              | -              |
| 2009-2010 | Stade brestois       | Ligue 2     | 34          | 6           | 4            | 0            | 4               | 3               | 1                 | 0                 | -              | -              | -              |
| 2010-2011 | Stade brestois       | Ligue 1     | 32          | 4           | 1            | 0            | -               | -               | 1                 | 0                 | -              | -              | -              |
| 2011-2012 | Stade brestois       | Ligue 1     | 34          | 2           | 3            | 0            | -               | -               | 0                 | 0                 | -              | -              | -              |
| 2012-2013 | SM Caen              | Ligue 2     | 30          | 4           | 0            | 0            | 1               | 0               | 3                 | 0                 | -              | -              | -              |
| 2013-2014 | SM Caen              | Ligue 2     | 1           | 0           | 0            | 0            | 1               | 1               | -                 | -                 | -              | -              | -              |
| 2013-2014 | Amiens SC (prêt)     | National    | 16          | 5           | 2            | 0            | -               | -               | -                 | -                 | -              | -              | -              |
| 2014-2015 | Amiens SC            | National    | 32          | 4           | 1            | 1            | -               | -               | -                 | -                 | -              | -              | -              |

(1) Départ de l'équipe de Dijon (DFCO) le 29 janvier 2008

(2) Intégration à l'équipe du Stade brestois le 30 janvier 2008